# Labidura herculeana
Labidura herculeana (лат.) — гигантская уховёртка, крупнейший и редчайший представитель отряда кожистокрылых, за что её также называют «Додо мира уховёрток» («Dodo of the Dermaptera»). Эндемик Острова Святой Елены. В 2014 году признана вымершим видом.

## Распространение
Была эндемиком острова Святой Елены (Horse Point Plain, Prosperous Bay Plain, Eastern Arid Area), расположенного в Атлантическом океане в 1800 км к западу от Африки.

## Описание
Достигала в длину 83 мм, являясь крупнейшим представителем отряда кожистокрылых. Чёрные блестящие насекомые с красноватыми ногами, короткими надкрыльями. Задние крылья отсутствуют. Населяла глубокие норы, насекомые выходили на поверхность только ночью после дождя. Предположительно растительноядные или всеядные. Единственным до появления здесь человека их врагом (хищником) мог быть ныне вымерший гигантский удод (Upupa antaios).

## Охрана
Вымерший вид. Последняя встреча с живой уховёрткой состоялась в мае 1967 года. Последние попытки обнаружить этот вид в 2000 и 2003 годах не увенчались успехом (Ashmole & Ashmole, 2004), что связывают как с изменением природы острова человеком, так и интродукцией конкурирующего вида Scolopendra morsitans. В 2014 году вид признали вымершим.

## История
Описанные в 1798 году датским энтомологом Иоганном Фабрицием эти гигантские уховёртки долгое время считались исчезнувшими. И только в 1950—1960-х гг были случайно обнаружены двумя орнитологами (Douglas Dorward и Philip Ashmole) при поиске ими костей птиц на острове Святой Елены. Это единственный местный эндемик отряда, остальные присутствующие здесь виды уховёрток являются космополитами.
- Anisolabis maritima (Bonelli,1832; Anisolabididae: Carcinophorinae).
- Euborellia annulipes (Lucas, 1847; Anisolabididae: Carcinophorinae).
- Labidura riparia (Pallas, 1773; Labiduridae: Labidurinae).

Изображения вида появлялось на марках Острова Святой Елены (1982, 1995).